# Sineugraphe sinica
Sineugraphe sinica là một loài bướm đêm trong họ Noctuidae.